# Charqueadas
Ne doit pas être confondu avec Charqueada.
Charqueadas est une ville brésilienne de la mésorégion métropolitaine de Porto Alegre, capitale de l'État du Rio Grande do Sul, faisant partie de la microrégion de São Jerônimo et située à 55 km à l'ouest de Porto Alegre. Elle se situe à une latitude de 29° 57′ 20″ sud et à une longitude de 51° 37′ 32″ ouest, à 30 m d'altitude. Sa population était estimée à 33 708 en 2007, pour une superficie de 217 km2. L'accès s'y fait par la RS-401.
L'origine de Charqueadas est liée à la production de viande de bovin séchée et salée, à partir de la fin du XIXe siècle. Les conducteurs de bétail menaient leurs bêtes jusqu'à l'embouchure de l'arroio dos Ratos dans le rio Jacuí. Là, les animaux étaient abattus, leur chair séchée et salée, et transportée par le fleuve jusqu'à Porto Alegre et les autres villes du pays. Cette activité cessa avec l'apparition des frigorifiqus.
L'économie s'orienta vers l'extraction du charbon à partir de 1952. Le premier créé, le puits Octávio Reis, est le plus profond du pays. L'activité carbonifère a dynamisé le peuplement de la future commune et fait apparaître des entreprises de secteurs différents : Copelmi (extraction minière), Eletrosul (usine thermoélectrique) et les Aciers fins Piratini (Groupe Gerdau), qui initièrent l'activité sidérurgique et l'implantation d'un pôle métallurgique et mécanique. Assez tard cependant, puisque l'électrification se fit en 1971 et l'arrivée d'eau courante en 1972. Ces derniers aménagements finirent par attirer les entreprises que l'on trouve aujourd'hui dans la municipalité.
Charqueadas est la commune la plus peuplée de la région carbonifère de l'État.
La ville possède quelques beaux lieux naturels préservés sur les îles du rio Jacuí, sur l'arroio dos Ratos et sur l'arroio Passo do Leão. Il s'y trouve aussi la Réserve naturelle Capão da Roca.

## Villes voisines
- Triunfo (Rio Grande do Sul)
- Eldorado do Sul
- Arroio dos Ratos
- São Jerônimo

## Note
1. ↑  IBGE
2. ↑  Charque, en portugais ; les charqueadas sont les lieux où se prépare cette viande